# Ilay Feingold
Ilay Feingold (in ebraico עילי פיינגולד‎?; Natanya, 23 agosto 2004) è un calciatore israeliano, difensore del N.E. Revolution.

## Caratteristiche tecniche
Gioca come terzino destro.

## Carriera

### Club
Feingold è cresciuto nel settore giovanile del Maccabi Haifa, con cui ha debuttato il 6 dicembre 2023 nell'incontro della fase a gironi di Europa League pareggiato 0-0 contro il Villarreal.
Il 28 gennaio 2025 viene ceduto a titolo definitivo al N.E. Revolution, club statunitense della Major League Soccer, con cui ha firmato un contratto biennale e l'opzione per il prolungamento di un terzo anno.

### Nazionale
Ha giocato con la nazionale israeliana Under-18 ed Under-19.
Il 7 maggio 2023 è stato incluso nella lista dei convocati per il Mondiale Under-20; in seguito, ha giocato anche nella nazionale israeliana Under-21.

## Statistiche
aggiornato al 7 marzo 2024
| Stagione             | Squadra              | Campionato           | Campionato | Campionato | Coppe nazionali | Coppe nazionali | Coppe nazionali | Coppe continentali | Coppe continentali | Coppe continentali | Altre coppe | Altre coppe | Altre coppe | Totale | Totale | Totale |
| Stagione             | Squadra              | Comp                 | Pres       | Reti       | Comp            | Pres            | Reti            | Comp               | Pres               | Reti               | Comp        | Pres        | Reti        | Pres   | Reti   |        |
| -------------------- | -------------------- | -------------------- | ---------- | ---------- | --------------- | --------------- | --------------- | ------------------ | ------------------ | ------------------ | ----------- | ----------- | ----------- | ------ | ------ | ------ |
| 2023-2024            | Maccabi Haifa        | LHA                  | 21         | 0          | CI+TC           | 3+1             | 0               | UEL+UECL           | 2+4                | 0                  |             | -           | -           | 23     | 0      |        |
| 2024-gen. 2025       | Maccabi Haifa        | LHA                  | 16         | 0          | CI+TC           | 2+0             | 0               |                    | -                  | -                  |             | -           | -           | 18     | 0      |        |
| Totale Maccabi Haifa | Totale Maccabi Haifa | Totale Maccabi Haifa | 38         | 0          |                 | 6               | 0               |                    | 6                  | 0                  |             | -           | -           | 50     | 0      |        |
| 2025                 | N.E. Revolution      | MLS                  | -          | -          | USOC            | -               | -               |                    | -                  | -                  |             | -           | -           | -      | -      |        |
| Totale carriera      | Totale carriera      | Totale carriera      | 38         | 0          |                 | 6               | 0               |                    | 6                  | 0                  |             | -           | -           | 50     | 0      |        |

### Cronologia presenze e reti in nazionale
| Cronologia completa delle presenze e delle reti in nazionale ― Israele | Cronologia completa delle presenze e delle reti in nazionale ― Israele | Cronologia completa delle presenze e delle reti in nazionale ― Israele | Cronologia completa delle presenze e delle reti in nazionale ― Israele | Cronologia completa delle presenze e delle reti in nazionale ― Israele | Cronologia completa delle presenze e delle reti in nazionale ― Israele | Cronologia completa delle presenze e delle reti in nazionale ― Israele | Cronologia completa delle presenze e delle reti in nazionale ― Israele |
| Data                                                                   | Città                                                                  | In casa                                                                | Risultato                                                              | Ospiti                                                                 | Competizione                                                           | Reti                                                                   | Note                                                                   |
| ---------------------------------------------------------------------- | ---------------------------------------------------------------------- | ---------------------------------------------------------------------- | ---------------------------------------------------------------------- | ---------------------------------------------------------------------- | ---------------------------------------------------------------------- | ---------------------------------------------------------------------- | ---------------------------------------------------------------------- |
| 10-10-2024                                                             | Budapest                                                               | Israele                                                                | 1 – 4                                                                  | Francia                                                                | UEFA Nations League 2024-2025 - 1º turno                               | -                                                                      |                                                                        |
| 14-10-2024                                                             | Udine                                                                  | Italia                                                                 | 4 – 1                                                                  | Israele                                                                | UEFA Nations League 2024-2025 - 1º turno                               | -                                                                      |                                                                        |
| Totale                                                                 |                                                                        | Presenze                                                               | 2                                                                      |                                                                        | Reti                                                                   | 0                                                                      |                                                                        |